# Marjan Altiparmakovski
Marjan Altiparmakovski (tiếng Macedonia: Марјан Алтипармаковски) (sinh 18 tháng 7 năm 1991, ở Bitola) là một cầu thủ bóng đá Macedonia thi đấu ở vị trí Tiền đạo cho Sūduva ở A Lyga. Anh cũng mang quốc tịch Croatia.

## Sự nghiệp
Anh khởi đầu sự nghiệp ở FK Pelister của Bitola, Macedonia. Altiparmakovski ký bản hợp đồng 5 năm cùng với Skoda Xanthi ngày 5 tháng 7 năm 2010 nhưng rút lui vào tháng 5 năm 2013. Sau đó anh trở lại FK Pelister.Vào tháng 1 năm 2014, anh được thỏa thuận cùng với Paniliakos. Trước mùa giải 2017 anh gia nhập đội bóng Lithuania A Lyga Sūduva.. Altiparmakovski ký hợp đồng với FK Sarajevo ngày 7 tháng 2 năm 2018.